# Anton Goeser
Anton Goeser (* 14. Dezember 1950; † 28. August 2010 in Bevazzana, Italien) war ein deutscher Automobilrennfahrer.

## Karriere
Goeser fuhr 1974 in der Deutschen Rennsport-Meisterschaft. 1986 stieg er in die Deutsche Tourenwagen-Meisterschaft ein und belegte in seiner ersten Saison Platz 7. 1987 blieb er dieser Serie treu und wurde Achter am Saisonende. 1988 fuhr er im Schnitzer-Team und belegte Platz 30. 1989 fuhr er mit seinem eigenen Team und wurde 37. 1990 fuhr er seine letzte DTM-Saison im MM Diebels Team. Goeser verstarb am 28. August 2010 im Yachthafen von Aprilia Marittima Punta Gabbiani.

## Statistik

### Karrierestationen
- 1974: Deutsche Rennsport-Meisterschaft
- 1986: Deutsche Tourenwagen-Meisterschaft (Platz 7)
- 1987: Deutsche Tourenwagen-Meisterschaft (Platz 8)
- 1988: Deutsche Tourenwagen-Meisterschaft (Platz 30)
- 1989: Deutsche Tourenwagen-Meisterschaft (Platz 37)
- 1990: Deutsche Tourenwagen-Meisterschaft